# Elvira Rodríguez
María Elvira Rodríguez Herrer, née le 15 mai 1949 à Madrid, est une femme politique espagnole membre du Parti populaire (PP). Elle est secrétaire d'État au Budget entre 2000 et 2003, ministre de l'Environnement de 2003 à 2004, présidente de l'Assemblée de Madrid entre 2007 et 2011, et présidente de la Commission nationale du marché des valeurs (CNMV) de 2012 à 2016.

## Biographie

### Une économiste dans la fonction publique
Elle étudie les sciences économiques à l'université complutense de Madrid, où est obtient une licence. Elle intègre alors la haute fonction publique, après avoir réussi le concours du corps supérieur des contrôleurs et vérificateurs de l'État.

### Une carrière au ministère des Finances
À la suite de l'arrivée au pouvoir du Parti populaire en mai 1996, elle est nommée directrice générale des Budgets du ministère de l'Économie et des Finances, alors dirigé par Rodrigo Rato.
En 1997, elle devient la représentante de l'administration générale de l'État au sein de la commission fiscale mixte entre l'État et le Pays basque. Elle est reconduite en 1999.
Après les élections législatives du 12 mars 2000, elle est promue au poste de secrétaire d'État aux Budgets et aux Dépenses, sous l'autorité du ministre des Finances Cristóbal Montoro.

### Le passage en politique: ministre de l'Environnement
Ayant adhéré en octobre 2001 au PP, à la demande d'Aznar, elle se met aussitôt à travailler au sein du groupe de travail sur le projet économique. Celui-ci, baptisé « Vers la société du plein emploi et de l'égalité des chances », est présenté et approuvé au mois de janvier 2002 par le congrès national du parti.
Le 3 mars 2003, Elvira Rodríguez entre au gouvernement en tant que ministre de l'Environnement. Elle prend la succession de Jaume Matas, candidat aux élections régionales dans les Îles Baléares.
Pour les élections législatives du 14 mars 2004, elle est investie en tête de liste dans la région de Murcie. Élue au Congrès des députés, elle est choisie pour le poste de porte-parole à la commission bicamérale pour les relations avec le Tribunal des comptes, tout en siégeant à la commission de l'Économie et des Finances et à la commission des Budgets.
Lors du congrès national du PP en octobre suivant, le nouveau président Mariano Rajoy la nomme secrétaire à la Politique économique et à l'Emploi.

### La politique locale dans la Communauté de Madrid
La présidente de la communauté de Madrid Esperanza Aguirre la désigne conseillère aux Infrastructures et aux Transports du gouvernement régional, remplaçant ainsi María Dolores de Cospedal. Elle achève avec succès l'agrandissement du Métro de Madrid, qui se trouve être le plus important agrandissement d'un réseau de transport dans le monde avec l'ouverture simultanée de 80km de voies nouvelles et 90 nouvelles stations.
Aux élections du 27 mai 2007, elle est élue députée à l'Assemblée de Madrid, abandonnant de fait son mandat parlementaire national. À l'ouverture de la législature le 12 juin, elle est élue présidente de l'Assemblée. À l'issue de son mandat de quatre ans, elle se représente à l'Assemblée mais n'en occupe plus la présidence. Elle est toutefois élue au Sénat le 29 juin.

### Le retour dans le monde financier
Elle retourne toutefois au Congrès à l'occasion des élections législatives anticipées du 20 novembre 2011. Lors de ce scrutin, elle se présente dans la province de Jaén. Portée à la présidence de la commission de l'Économie et de la Compétitivité, elle renonce à ses mandats régional et sénatorial.
Le 28 septembre 2012, elle est portée à la présidence de la Commission nationale du marché des valeurs (CNMV), ce qui l'amène à quitter la scène politique.